# Азаташен
Азаташен (арм. Ազատաշեն) — село в Араратской области Армении. Основано в 1929 году.

## География
Село расположено в северо-западной части марза, на правом берегу реки Раздан, на расстоянии приблизительно 21 километра (по прямой) к северо-западу от города Арташат, административного центра области. Абсолютная высота — 855 метров над уровнем моря.
Климат
Климат характеризуется как семиаридный (BSk в классификации климатов Кёппена). Среднегодовая температура воздуха составляет 12,4 °C. Средняя температура самого холодного месяца (января) составляет −2,7 °С, самого жаркого месяца (июля) — 25,9 °С. Расчётная многолетняя норма атмосферных осадков — 296 мм. Наибольшее количество осадков выпадает в мае (50 мм).

## Население
| Год переписи | Население          | Население          | Население          | Население            | Население            | Население            |
| Год переписи | Наличное население | Наличное население | Наличное население | Постоянное население | Постоянное население | Постоянное население |
| Год переписи | Всего              | Мужчины            | Женщины            | Всего                | Мужчины              | Женщины              |
| ------------ | ------------------ | ------------------ | ------------------ | -------------------- | -------------------- | -------------------- |
| 2001         | 572                | 278                | 294                | 606                  | 296                  | 310                  |
| 2011         | 709                | 344                | 365                | 732                  | 357                  | 375                  |

| Год  | Численность | Численность |
| ---- | ----------- | ----------- |
| 1931 | 140         | [ 8 ]       |
| 1970 | 405         | [ 8 ]       |
| 1979 | 429         | [ 8 ]       |
| 1989 | 564         | [ 9 ]       |
| 2001 | 606         | [ 8 ]       |
| 2011 | 732         | [ 10 ]      |